# Meigenia luctuosa
Meigenia luctuosa là một loài ruồi trong họ Tachinidae.